# TAMAYO (コメディアン)
TAMAYO（タマヨ、1960年5月29日 - ）は、アメリカ合衆国で活躍する日本人の女性コメディアン。漫談の海外版であるスタンダップコメディ（Stand-up comedy）の芸人として成功した初めての東洋人スターで、1990年代中頃にはアメリカで最も有名な日本人とも、最も高額の出演料が支払われるコメディエンヌとも言われた。本名は大槻珠代で海外ではTamayo Otsukiとして活躍している。

## 経歴
兵庫県尼崎市出身、大阪府藤井寺市育ち、大阪府立富田林中学校・高等学校出身、関西学院大学中退後、語学習得のために、イギリスのケンブリッジで2ヶ月過ごし、つづいてロンドンで1年4か月間、寿司屋などでアルバイトをしながら英語の勉強に励む。帰国後は阪急交通社の添乗員となり世界中を飛び回る生活をした。
1981年8月、21歳の時、バーブラ・ストライサンド主演の映画『スター誕生 (1976年の映画)』を観て、アメリカに行ってスターになるという夢を抱いて、所持金100ドルと音楽学校のビザだけを持って渡米する。ロサンゼルスのリトル・トーキョーに居を構え音楽学校に通いながら、所属したタレント事務所からストリップの仕事を紹介してもらい、トップレスのダンサーとして不法就労の状態のままクラブで3年間働く。その他に様々な仕事も掛け持ちしながら、歌と踊りの勉強を続けた。ストリッパーとして踊りながら、客との掛け合いをするうちに、そのやりとりが好評となり、周りから「コメディアンに向いている」「コメディアンに転向したら?」という助言を受けるようになる。その時までは歌手になるという希望を持っており、自分がコメディアンになるとは全く考えてなかったが、仲間からの強い勧めで、ウェスト・ハリウッドのサンセット大通りにある、エディ・マーフィやリチャード・プライヤーらを輩出させた劇場、『コメディ・ストア』へ連れていかれる。そこで観たスタンダップ・コメディに衝撃を受け、初めてコメディアンの存在を意識する。そしてハリウッド・ルーズベルト・ホテルの素人芸自慢大会に初出場したところ、客前で笑いをとるという魅力にたちまちはまってしまう。
1984年1月、コメディ・ストアは毎週月曜日に若いコメディアンの練習場となるべく、素人の枠を設けており何度か出場していたところ、その劇場の女支配人でもあり、エディ・マーフィ他、ロビン・ウィリアムズ、ウーピー・ゴールドバーグ、ジム・キャリー、マイケル・キートンを発掘し世に送り出したミッツィー・ショア－に認められ、翌1985年3月から常連としての立場を確保する。最初は無給であったため、昼はストリッパー、夜はコメディアンという二重生活であったが、しだいに給料も出るようになりプロとなることができた。コメディ・ストアの裏には若いコメディアンたちの寮があり、2年間そこで仲間たちと暮らしながら、舞台も多い時は日に5回もこなすなどしてコメディの勉強に励む生活を送った。
1986年、PLAYBOY主催のテレビ番組、『Girls of the Comedy Store』に出演、その他、トップ・コメディアン、ジョーン・リバーズが司会を務める全米ネットワークのテレビ番組、『ザ・レイト・ショー』に出演するなど徐々に知名度を上げていく。衣装は周囲からの助言で、日本人女性であることを強調するために、着物のデザインをあしらった服を常に着ていた。
1987年には、ラスベガスの高級ホテル、デューンズを満員にするまで人気が高まり、同じラスベガスのホテル、ゴールデン・ナゲット・ラスベガスでは、毎週3回ショーを行った。
1991年1月から1992年5月まで、アメリカン・ブロードキャスティング・カンパニーのシチュエーション・コメディのテレビドラマ、『デイヴィス・ルールズ』で、小学校の教頭先生のElaine Yamagami役でSeason 1、Season 2に全編出演、Tamayo Otsukiの名は全米に知られることになった。局側からは「TAMAYOのおかげで高視聴率を稼がせてもらってる」との評価を得た。
ホイットニー・ヒューストン、マイク・タイソンらの有名人から「TAMAYOのファンだ」と直接言われ、シャーリー・マクレーンやデイヴィッド・リー・ロス、エディ・マーフィ、ジム・キャリーという著名人とも知り合う機会を得た。
1992年6月26日、ハワイの2千5百人収容のブレイズデル・センターを満員にしたショーはビデオにもなった。
1993年中頃までにはすでに、2千回以上のステージに立ち、月の3分の2は全米中に2千件はあると言われてるコメディクラブや、ホテルでショーを行う生活をする。特にロサンゼルス、ニューヨーク、ハワイ、グアムで人気が高く、オランダやオーストラリアでも講演を行っている。
1993年8月、12年ぶりに帰国して、12日に大阪、13日に名古屋市で帰国後初の凱旋講演をする。14日は外国人記者クラブの招きで渋谷CLUB QUATTROで、在日外国人のための全編英語によるショーを行った。帰国中はアメリカのショー・ビジネス界で成功した日本人として、マスコミから多数の取材依頼を受け、多くのテレビや雑誌の出演もこなし、年末には桂三枝（桂文枝 (6代目)）より、「アメリカのスタンダップコメディを勉強したいから、相方として出場してください」と言われて、なんばグランド花月で共演を果たした。
1994年12月5日、日比谷公会堂で行われた『世界人権宣言46周年東京大会』で舞台に立ち、日本の部落問題を独特のジョークで皮肉った。最初の著書の『コメディ＋LOVE TAMAYO的差別の乗り越え方』（解放出版社）は発売後1か月で3万5千部を売り上げるベストセラーになり、本の帯にはタモリの推薦文が載った。
1998年に出演した映画、『アナーキーTV』では一糸まとわぬフルヌードの出演となった。
アメリカの永住権を取得しており、1987年にアメリカ人と、1992年にイタリア人と結婚しているが、どちらも離婚している。
2007年、TAMAYOとカリフォルニア州在住の脚本家のマイケル・アラン・ルービンは、日本の伝統的な形での結婚式を挙げるために日本を訪れ、新婚旅行でタイとインドへ向かった。しかし旅行中、ルービンの財政状況が極めて悪かったことで喧嘩になり、TAMAYOはホテルの部屋を共有することを拒否し、その結果ルービンは別の保養地へ一人で向かい、そこでこの経験に基づいた映画の脚本を書き上げ、全米作家協会に登録した。その後、ルービンが映画、『ハングオーバー!! 史上最悪の二日酔い、国境を越える』を観た時、映画の内容と彼の書いた脚本があまりにも似ているとして、著作権の侵害で映画の制作会社を提訴した。訴えではTAMAYOが映画の制作者とつながりがあり、この話を映画会社に持ち掛けたと非難した。アジア人の女性と結婚のため、アジアの国へ旅行に行くといった筋書きが、このTAMAYOとの顛末と酷似しているという。
親友のコメディアンにポーリー・ショア、バリー・ダイアモンド、1992年に交通事故で命を落としたサム・キニソンらがいる。サム・キニソンとは恋人同士で同棲もしていた。
高校時代の部活は剣道部で、腕前は初段でアメリカのバラエティ番組で胴着を着て型を披露したこともある。

## 芸風
米国におけるステレオタイプと言われる日本人への偏見や風俗、習慣、文化の違いを風刺したジョークが持ちネタである。「笑うことには言ってはいけないことをなくす力がある」という考えの元、人種差別、真珠湾攻撃、原爆などといったタブー視された題材を織り込んだジョークが得意で、アメリカでの自らの境遇を逆手に取ったテーマを漫談に持ち込んで成功した。他にとりあげる題材として部落問題、在日韓国・朝鮮人差別、日米貿易摩擦、仕事中毒の日本人、皇室、湾岸戦争、ドラッグ、下ネタ等がある。
日米の笑いの違いについて、本人は「アメリカとは客の反応が全く違う。日本人は笑う前にいろんなことを考えすぎる。コメディを観に行ったら笑ったもん勝ちや。日本の笑いはタブーだらけ。麻薬、宗教、人種、セックス、言うたらあかんことがいっぱいある。自分の意見を言うのがコメディアンなのに、これでは何も言えへん。それじゃ、私のジョークは半分はなくなるわ」「日本のメディアの自主規制は異常。口に出さないことで存在を無視しようとしている。アメリカのコメディアンは何でも言えるのに、日本のコメディアンには言うとアカンっていうのがたくさんある」と、日本での漫談の在り方に苦言を呈している。
日本人の尊敬している芸人は横山やすしとタモリである。
子供の頃から吉本興業のファンだが、その笑いは自分には影響していないと本人は言っている。
漫談と差別問題について
「まず自分の人生をジョークにする。差別されてきた人が自分のことをジョークにする。そして差別している人をジョークにする。いつまでも被害者意識にとらわれないで」
「アメリカでは黒人やユダヤ人差別のジョークを、黒人やユダヤ人のいる客の前でバンバンしゃべりまくる。それを聞いてる彼らも笑ってんのよ。差別を乗り越えるには、差別する奴の上に立って高みから笑い飛ばせばいい。私が誰かのことをネタにするときは、もっと幸せになって欲しいから『しっかりせんかい!』と思いながらしゃべっている。韓国人のジョークも『キリキリせんと、仲良くやろーぜ』っていう気持ちがあるから。黒人のジョークも『黒人頑張れ』って思うから」と持論を展開している。
黒人のコメディアン、ポール・ムーニーの白人を茶化すギャグに衝撃を受け強く影響されている。
日本では理解されにくかったアメリカン・ジョーク
- 「笑えへん[25]」- 松本人志
- 「彼女のギャグは全部アメリカ人のリサーチから作っている。日本で太っている男は相撲レスラーだとか、女は皆、ゲイシャガールだとかそういうのばっかり。現実の日本に対しては何の意味もない[26]」- デーブ・スペクター

- 「自分のギャグに笑わない客に対して『わかってへんわ』と言い切るところに、何か"アメリカはお笑いの本場"みたいな考え方があることを感じる。違うぞ、お笑いの本場なんてどこにもないのだ[27]」- ナンシー関

- 「TAMAYOさんのジョークを解放社のスタッフに聞いてもらってもピンと来てくれなかった[28]」-『コメディ＋LOVE TAMAYO的差別の乗り越え方』の書評

- 「TAMAYOのネタも背景についての知識がなければ笑えない[18]」- 高平哲郎

- 日本に来た時、TAMAYO自身も「TAMAYOさんのジョークは日本ではうけませんよ」と何回か言われている[20]。

代表的なジョーク
- 「私の名前はタマヨ・オーツキ、タマヨの意味は真珠、オーツキの意味は湾、だから二つ合わせてパールハーバー」

「戦争を茶化すな」とアメリカ人や日系アメリカ人から抗議を受けたが、年配の人からは好評だった。
- 「日本は平和な国でね、警官は銃を持ってるけど使う必要がないんよ。そやから犯人を追いかけながら言うのよ。『止まれ!止まらんかい!止まらんのやったらもう一回止まれって言うぞ』って[11]」

- 「IBMは日本の会社だって知ってる?Imported by Mitsubishi!(三菱が輸入しました)」

日米経済摩擦が問題となり、全米でジャパンバッシングが起きた70年代末から、バブル景気で日本が沢山のアメリカの土地や企業を買収した時代のギャグである。
- 「ビル・クリントン、クサ吸いよったやろ?肺の中入れんかったって言い訳しよった。アホちゃうか?クサの吸い方も知らん奴、大統領にしてどないすんねん」

1992年の大統領選挙の時、大麻吸引疑惑がかけられた時、｢イギリスにいた時、1度か2度、大麻で実験したが肺には吸い込まなかった。それからは二度としなかった｣とビル・クリントンは答えている。
- 「日本人は黒人に感謝しているのよ。何でかわかる?日本製の大きなラジカセ買ってくれるの黒人だけやんか?私ら日本人には、あれは重すぎて肩に担がれへんのよ（この時、舞台上でTAMAYOはラジカセ担いでフラフラする真似をする）。しゃあないから日本人用にソニーは小さいウォークマン作ったのよ。黒人の皆さんありがとう!」

初めてデイヴィッド・リー・ロスに会った時、「Big radio!あれ最高だよ」と言われた。
- 「私、怠け者だから日本からアメリカに来ました。字も読めないし」

上の二つのジョークは1986年9月、中曽根康弘総理大臣が「アメリカには、黒人とかプエルトリコ人とかメキシコ人とか相当いて、知的水準が平均的にみたら非常に低い」と発言し、アメリカ中から人種差別であると猛批判が起こったことがある。1988年7月にも、渡辺美智雄政調会長の「黒人は破産することなど何とも思っていない」という相次ぐ知的水準発言がアメリカ人の反感を買い、舞台上のTAMAYOにも激しいヤジが飛ぶようになった。そこを逆手に取ったこのジョークは、「今の私があるのは中曽根さんとミッチーさんのお陰や」というほど好評であった。
- 「日本人の美徳はすぐ謝ることね。何かあるとすぐアイム・ソーリーの連発。オレが悪い、いや私の方がもっと悪いって。それで時々ナイフでドバっと自分の腹を刺すのよ[21]」

- 「父親が電話してきて言いよんねん。『タマヨ、おまえ、黒人の彼氏がいるのは本当か?あかん、やめとけ』って。そやから私は『ほんなら韓国人にしとくわ』って言ったら、父親は『いや、黒人でいい』って言うんよ[23]」

日本人の韓国人、朝鮮人差別を揶揄したジョークである。
- 「黒人はBLACKと呼ばれたくないんでしょ。アフリカ系アメリカ人と呼ばれたいんでしょ。私ら日本人もORIENTALと呼ばれたくないのよ。何でかわかる?日本人はRの発音ができないからなの[24]」

日本人はLとRの発音を区別して発することができないことを揶揄したジョーク。
- アメリカ人の聞いた日本語の印象を、発音を大げさにして強調して、指で目を吊り上げながら大声で喋る。最後に観客に向かって「まねをしないで下さい」と釘を刺す[18]。

本人が「このジョークをまだ使えるなんて信じられない」と言うほど、TAMAYOのもっとも有名で長期間に渡って笑いをとったネタである。

## 出演
テレビドラマ
- デイヴィス・ルールズ（Season 1、1991年1月27日-4月9日、全13回、アメリカン・ブロードキャスティング・カンパニー）Elaine Yamagami役
- デイヴィス・ルールズ（Season 2、1991年12月30日-1992年5月13日、全16回、アメリカン・ブロードキャスティング・カンパニー）Elaine Yamagami役
- イン・リビング・カラー（英語版）「Green Eggs and the Guvment Cheese」（1991年10月13日、20th テレビジョン）

バラエティ番組
- ガールズ・オブ・ザ・コメディ・ストア（1986年9月20日、Playboy Productions）
- コミック・ストリップ・ライブ（英語版）（フォックス放送）
- ザ・ジョーン・リヴァース・ショー（英語版）（1989年11月20日、ブロードキャスト・シンディケーション（英語版））
- ザ・バイロン・アレン・ショー（英語版）（1989年、Genesis Entertainment）
- ジョナサン・ウィンターズ・アンド・ヒズ・トラヴェリング・ロード・ショー（英語版）（1990年1月13日、Showtime）
- スタンドアップ・スポットライト（1990年、VH1）
- イントゥ・ザ・ナイト・ウィズ・リック・ディーズ（英語版）（1991年2月27日、アメリカン・ブロードキャスティング・カンパニー）
- ザ・チャック・ウールリー・ショー（英語版）（1991年、ブロードキャスト・シンディケーション）

映画
- モーチュアリー・アカデミー（英語版）（1988年、ランドマーク・プロダクションズ（英語版））Nancy Nissan役
- CBS・サマー・プレイハウス（英語版）「Elysian Fields」（1989年7月11日、CBS）
- ポップ・ガン（1995年、Island Pictures）韓国人役で出演
- アナーキーTV（アメリカ映画、1998年、アサイラム）Tiffany役

## 出版関係
著書
- コメディ＋LOVE TAMAYO的差別の乗り越え方（1994年10月1日、解放出版社）
- TAMAYOのいてまえ!!英会話 まず「FUCK」の活用形をマスターしよう（1994年11月25日、光文社）
- ナメたら立たすぞ!（1994年12月30日、ワニブックス）
- ももたろうの悪事（1995年5月1日、青山出版）
- あんたらなにビビッてんの 当たって、砕けて、磨かれる（1995年7月21日、クレスト社）

連載
- 『タマヨ姉ちゃんのハリウッドなぐりこみ日記』（掲載誌『i-D JAPAN』1991年10月号-1992年5月号、全8回、世界文化社）

## 漫談ビデオ・CD
- Girls of the Comedy Store（VHS、1986年9月20日、Playboy Productions）他、多数
- Live From Hawaii（VHS、 Paradise Production）
- Live From Hawaii（CD、1995年3月17日、Bluewater Records）
- The 20th Birthday of the Comedy Store（VHS、1996年、Uproar Entertainment）他、多数
- The 20th Birthday of the Comedy Store（CD、1996年、Uproar Entertainment）他、多数

## 歌
- 本当は好きなの（CD、1994年11月23日、イースタンゲイル）

1. ソー・ホワット
2. トゥゲザー
3. 本当だよ
4. あんたが初めてベッドルームに来た夜
5. イッツ・オール・ライト
6. いつも遠くで
7. ANTA-NA
8. ユー・キャン・ドゥ・100タイムズ・モア
9. アフェクション・デ・オブジェクション
10. トゥゲザー(リミックス)